# Звалищний Пес
Сильвестр Ріттер (13 грудня 1952 - 1 червня 1998) - американський професійний реслер і футболіст коледжу, найбільш відомий своєю роботою в Mid-South Wrestling (UWF) і Світової Федерації Реслінгу як Звалищний Пес (англ. Junkyard Dog (JYD)). Це прізвисько він отримав під час роботи на звалищі. У 2004 році він був включений до Зали слави WWE.
Виходячи на ринг зі своїм фірмовим ланцюгом (прикріпленим до собачого нашийника) і під пісню Queen "Another One Bites the Dust", Пес часто ставав хедлайнером програм, які збирали великі натовпи і регулярно розпродавали місця у Луїзіанському Супердомі та інших великих майданчиках, ставши "першим чорношкірим реслером, який став беззаперечною зіркою свого промоушену".
Автор WWE Брайан Шилдс назвав Звалищного Пса одним з найелектрифікуючих і найхаризматичніших реслерів країни, особливо в його піці на початку 1980-х років. JYD був найбільш відомий своїми ударами головою та силовим прийомами, завдяки чому він регулярно перемагав таких великих реслерів, як Сам Собі Банда, Камалу та Кінг Конга Банді. Слово "thump", що позначало силовий кидок від JYD, було помітно зображено на його бійцівських штанах.